# Моцная, Вера Александровна
Вера Александровна Моцная — советский хозяйственный, государственный и политический деятель, полный кавалер ордена Трудовой Славы.

## Биография
Родилась в 1944 году. Член КПСС.
Образование среднее.
С 1963 года — вязальщица Киевского производственного трикотажного объединения имени Розы Люксембург.
Член КПСС с 1979 года.
Указами Президиума Верховного Совета СССР от 30 апреля 1980 года и от 2 июля 1984 года награждена орденами Трудовой Славы 3-й и 2-й степеней.
Указом Президента СССР от 25 января 1991 года награждена орденом Трудовой Славы 1-й степени.
Избиралась депутатом Верховного Совета Украинской ССР 11-го созыва. Делегат XXVII съезда КПСС.
Жила в Киеве.